# Bundesstraße 194
De Bundesstraße 194 (ook wel B194) is een bundesstraße in Duitsland die loopt door de deelstaat: Mecklenburg-Voor-Pommeren.
De weg begint bij Groß Plasten en loopt verder langs de steden Demmin, Grimmen en verder naar Stralsund. De B194 is ongeveer 77 kilometer lang.

## Routebeschrijving
De B194 begint ten oosten van Waren. bij Groß Plasten op een kruising met de B192.  De B194 loopt noordwaarts door Groß Plasten, Kittendorf, Stavenhagen hier kruist men de B104. De B194 loopt verder door Borrentin,  Demmin, Rustow, Loitz, Süderholz, Poggendorf, Barkow, Klevenow, waarna men bij afrit Grimmen-Ost de A20 kruist. Daarna komt men in de stad Grimmen, De B194 komt nog door Papenhagen, Wittenhagen, Abtshagen, Steinhagen, Lüssow en sluit bij de afrit Stralsund-West aan op de B105.
B1 · B2 · B4 · B5 · B75 · B76 · B77 · B87 · B96 · B96a · B96b · B97 · B101 · B102 · B103 · B104 · B105 · B106 · B107 · B108 · B109 · B110 · B111 · B112 · B112n · B113 · B115 · B122 · B156 · B158 · B166 · B167 · B168 · B169 · B179 · B182 · B183 · B187 · B188 · B189 · B190n · B191 · B192 · B193 · B194 · B195 · B196 · B197 · B198 · B199 · B200 · B201 · B202 · B203 · B204 · B205 · B206 · B207 · B208 · B209 · B246 · B320 · B321 · B404 · B430 · B431 · B432 · B434 · B435 · B495 · B501 · B502 · B503